# قضاعة مرقطة العنق
القضاعة المرقطة العنق (الاسم العلمي: Hydrictis maculicollis)، حيوان لبون وحيد النوع من القضاعة وينتمي إلى فصيلة ابن عرس، مواطنه الأصيلة أفريقيا جنوب الصحراء الكبرى. يتراوح طول الذكور من 71 إلى 76 سم. ويزن من 5.7 إلى 6.5 كجم. بينما يبلغ طول الإناث من 57 إلى 61 سم. وتزن من 3.0 إلى 4.7 كجم.